# Polygrammodes lauei
Polygrammodes lauei là một loài bướm đêm trong họ Crambidae.